# Samsung Galaxy A (gama)
La serie Samsung Galaxy A es una línea de teléfonos inteligentes que abarca dispositivos de gamas baja, media y media-alta fabricados por Samsung Electronics como parte de su línea Samsung Galaxy. El primer modelo de la serie fue el Galaxy Alpha de primera generación, lanzado el 31 de octubre de 2014.
Tras el comunicado de la serie 2017, Samsung comunicó que esperaba vender hasta 100 millones de televisores y parlantes inteligentes de la serie Galaxy A, dirigidos a consumidores en Europa, África, Asia, Medio Oriente y América Latina.
A partir de 2024, la mayoría de los modelos de la serie Galaxy A están disponibles en todos los países. El Galaxy Tab A también forma parte de la serie A y tiene igual disponibilidad que los equipos móviles.

## Cronología

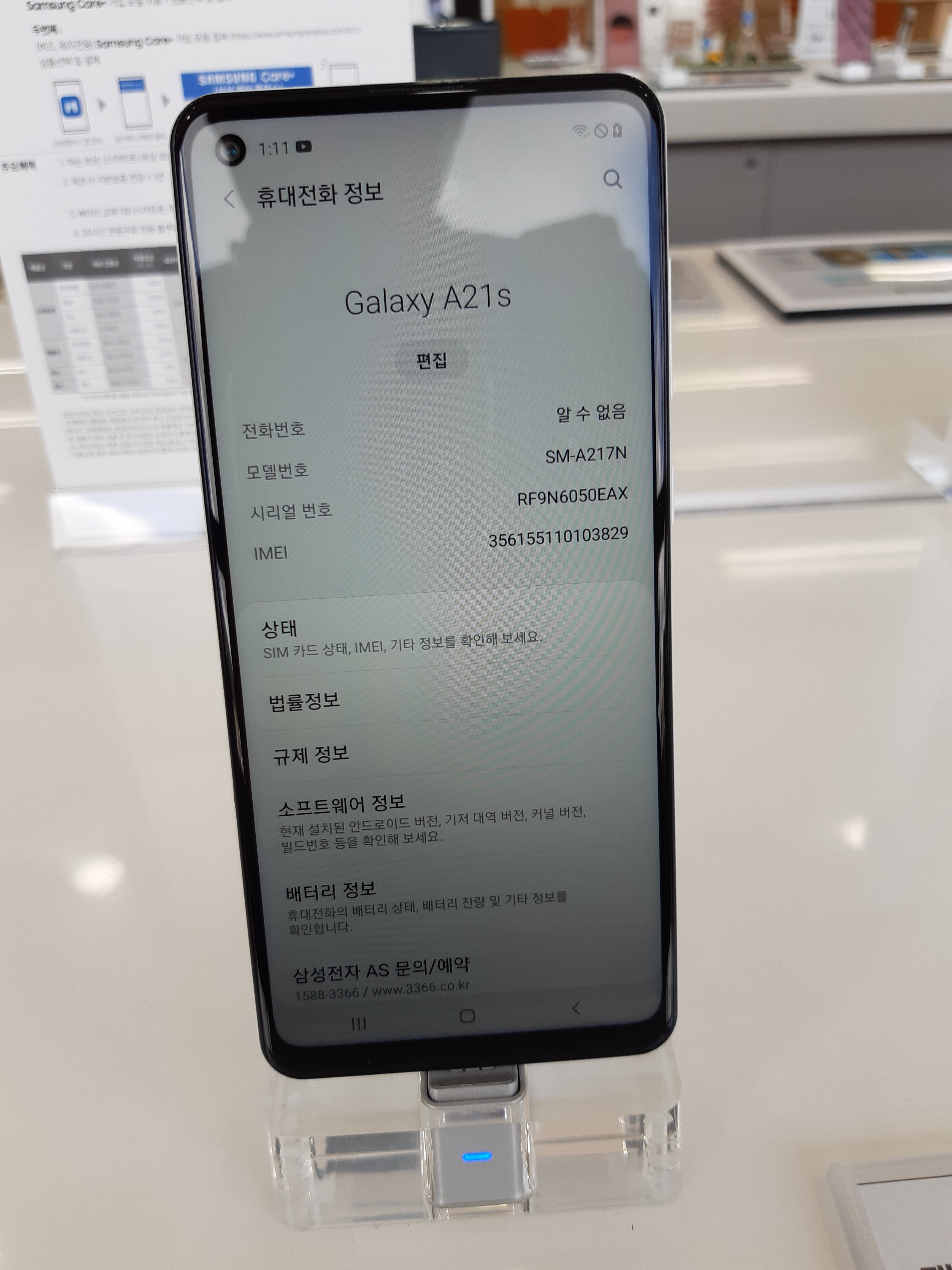
Un Samsung A21s

### Predecesor
La placa de identificación "Galaxy A" apareció por primera vez en el Samsung SHW-M100S, que se lanzó en 2010 exclusivamente para el mercado de Corea del Sur y se conoce como Samsung Anycall Galaxy A. Era un dispositivo de gama media y estaba muy por debajo del buque insignia Galaxy S.

### Primera generación: Samsung Galaxy Alpha, Samsung Galaxy A3 (2014) y Samsung Galaxy A5 (2014)
El Samsung Galaxy Alpha se presentó el 13 de agosto de 2014 y se lanzó en septiembre de 2014. Un dispositivo de gama alta, el Galaxy Alpha es el primer teléfono inteligente de Samsung en incorporar un marco metálico y más materiales prémium, aunque el resto de su apariencia física aún se asemeja a modelos anteriores como el Galaxy S5. También incorpora Qualcomm Snapdragon 801 o el nuevo sistema en chip Exynos 5430 de Samsung, que es el primer sistema en chip móvil que utiliza un proceso de fabricación de 20 nanómetros. Sin embargo, el Galaxy Alpha recibió críticas mixtas: aunque fue elogiado por su construcción y diseño de mayor calidad en comparación con la construcción de plástico utilitario de los modelos Galaxy anteriores, el dispositivo fue criticado por sus modestas especificaciones en comparación con el buque insignia Galaxy S5, y el Alpha fue criticado. por carecer de resistencia al agua, pantalla de menor resolución (720p versus 1080p) y sin ranura microSD para almacenamiento expandible. El Alpha también debutó a un precio demasiado alto para lo que algunos consideraban un teléfono inteligente de "gama media", ya que aunque compartía el mismo Snapdragon 801 que el Galaxy S5, la mayoría de los teléfonos anteriores con Snapdragon 801 ya habían estado en el mercado. durante meses y vio caídas de precios. Luego de su lanzamiento, el CEO de Samsung Electronics, JK Shin, explicó que Alpha fue "construido y diseñado en base a los deseos específicos del mercado de consumo". La compañía promocionó que Galaxy Alpha marcaría un "nuevo enfoque de diseño" para los productos de Samsung, y que los elementos de Alpha podrían aparecer en futuros modelos de Samsung. Su sistema operativo está basado en Android 4.4.4 "KitKat" con su propia versión de IU TouchWiz. Se realizaron varias actualizaciones en todo el mundo y, en abril de 2015, Android 5.0.2 "Lollipop" estuvo disponible a través de una actualización OTA.

#### Samsung Galaxy Tab A
En marzo de 2015, Samsung presentó la serie Galaxy Tab A con pantallas de 8,0 y 9,7 pulgadas, un lápiz óptico S Pen y aplicaciones de Samsung precargadas. La función S Pen en la serie Galaxy Tab A hace que el primer dispositivo Samsung Galaxy esté equipado con el lápiz óptico Samsung fuera de la serie Note.

### Segunda generación: Samsung Galaxy A (serie 2016)
Se introdujeron nuevas funciones en la serie Galaxy A 2016, que incluyen cuerpo de metal y vidrio, NFC que admite Samsung Pay, la función de carga rápida adaptativa de Samsung y una mayor duración de la batería. La serie Galaxy A (2016) es muy similar a los buques insignia Galaxy S6 y Galaxy Note 5, que se lanzaron en abril de 2015 y agosto de 2015, respectivamente.

### Tercera generación: Samsung Galaxy A (serie 2017)
En enero de 2017, Samsung presentó la edición 2017 de la serie Galaxy A. Las funciones recientemente mejoradas incluyen cámaras delantera y trasera de 16 megapíxeles, un SoC Exynos 7 Octa 7880, una pantalla de vidrio 3D (similar al Samsung Galaxy S6 edge+, Galaxy Note 5 y Galaxy S7), sensores de barómetro y giroscopio y certificación IP68 para agua y polvo. resistencia así como soporte para Gear 360 (2017). El nuevo diseño de la serie es muy similar al Galaxy S7 y al S7 Edge, lanzados en marzo de 2016. La serie comprende tres modelos: Galaxy A3, Galaxy A5 y Galaxy A7. Esta fue la última serie Galaxy A en usar la interfaz de usuario TouchWiz, antes de ser reemplazada por Samsung Experience y One UI en modelos posteriores.

### Cuarta generación: Samsung Galaxy A (serie 2018)
La serie Galaxy A 2018 presenta muchas funciones de alta gama por primera vez en la línea Galaxy A, que incluyen una cámara con múltiples lentes, pantalla infinity, carga rápida adaptativa, certificación IP68 y diseño renovado. Esta serie utiliza la interfaz de usuario Samsung Experience derivada del Galaxy S8 y Galaxy Note 9. La serie comprende siete modelos: Galaxy A6, Galaxy A6+, Galaxy A7, Galaxy A8, Galaxy A8+, Galaxy A8 Star y Galaxy A9.

### Quinta generación: Samsung Galaxy A (serie 2019)
Samsung renovó la serie Galaxy A en febrero de 2019, junto con el estreno de la serie Galaxy M exclusiva en línea. A diferencia de todos los modelos anteriores, la línea cambia a la nueva nomenclatura de dos dígitos que se introdujo por primera vez en el Galaxy S10. Conserva las funciones de gama alta introducidas anteriormente en la serie Galaxy A 2018 con varias mejoras, junto con una pantalla de muesca de "gota de agua" (también debutada en la serie Galaxy M), mayor capacidad de batería, SoC más nuevos y mayor capacidad de memoria. La función de estabilización de video regresó después de que se eliminó de la serie Galaxy A 2017, pero la clasificación IP67 se eliminó en los modelos superiores. Esta línea, excepto el A2 Core, presenta una interfaz de usuario One UI, de acuerdo con la serie S10. La serie comprende los modelos más numerosos de la serie Galaxy A, con dieciocho modelos: Galaxy A2 Core, Galaxy A10e, Galaxy A10, Galaxy A10s, Galaxy A20, Galaxy A20s, Galaxy A30, Galaxy A30s, Galaxy A40, Galaxy A40s, Galaxy A50, Galaxy A50s, Galaxy A60, Galaxy A70, Galaxy A70s, Galaxy A80 y Galaxy A90.

### Sexta generación: Samsung Galaxy A (serie 2020)
Samsung presentó la serie Galaxy A 2020 unos meses después del lanzamiento de la actualización de generación media de la serie 2019 (aquellos con el sufijo "s"). La serie trajo nuevas características como diseño geométrico, SoC más nuevos y más rápidos (en comparación con su predecesor), pantalla perforada (en algunos dispositivos) y más RAM y opciones de almacenamiento. La serie comprende once modelos: Galaxy A01 Core, Galaxy A01, Galaxy A11, Galaxy A21, Galaxy A21s, Galaxy A31, Galaxy A41, Galaxy A51, Galaxy A71, Galaxy A51 5G y Galaxy A71 5G.

### Séptima generación: Samsung Galaxy A (serie 2021)
Samsung presentó la serie Galaxy A 2021 en septiembre de 2020. La serie ha aumentado la RAM y las opciones de almacenamiento, varias actualizaciones de cámara, estabilización de imagen óptica en modelos de gama alta y 5G en una gama más amplia de modelos, algunos con pantallas más grandes que las contrapartes LTE. También se aleja de los SoC Exynos en favor de Qualcomm y MediaTek, ya que los SoC Exynos ahora se centran solo en los modelos insignia. La clasificación IP67 regresó para los modelos de gama alta después de haber estado ausente en dos generaciones anteriores.
La serie comprende actualmente doce modelos: Galaxy A02, Galaxy A02s, Galaxy A12, Galaxy A22, Galaxy A22 5G, Galaxy A32, Galaxy A32 5G, Galaxy A42 5G, Galaxy A52, Galaxy A52 5G, Galaxy A52s 5G y Galaxy A72.

### Octava generación: Samsung Galaxy A (serie 2022)
Samsung presentó la serie Galaxy A 2022 en agosto de 2021. La serie presentó pantallas más grandes (tanto en las versiones LTE como 5G en comparación con la generación anterior, que solo estaba reservada para las versiones 5G), varias actualizaciones de la cámara y el regreso de la opción de color peach (melocotón) del dispositivo después de que estuvo ausente en dos generaciones anteriores.[cita requerida] Algunos modelos de esta gama dejarán de incluir el cargador y los auriculares en la caja, tal como venía sucediendo con la gama S desde los S21. Únicamente incluirán el cable USB tipo-C compatible con cualquier cargador de la misma entrada.
La serie actualmente comprende nueve modelos: Galaxy A03 Core, Galaxy A03, Galaxy A03s, Galaxy A13 (LTE), Galaxy A13 (5G), Galaxy A23 (LTE), Galaxy A33 5G, Galaxy A53 5G y Galaxy A73 5G.

### Novena generación: Samsung Galaxy A (serie 2023)
La siguiente generación fue iniciada por la serie de teléfonos Galaxy A04, Galaxy A04s y Galaxy A04e presentados desde el 24 de agosto de 2022. A diferencia de la generación anterior, esta no presenta mejoras notables. Sin embargo, Samsung estrena un nuevo diseño de cubierta y paleta de colores.

La serie actualmente comprende nueve modelos: Galaxy A04e , Galaxy A04, Galaxy A04s, Galaxy A14 (LTE), Galaxy A14 (5G), Galaxy A24 (LTE), Galaxy A34 5G y Galaxy A54 5G.

### Décima generación: Samsung Galaxy A (serie 2024)
La siguiente generación fue iniciada por la serie de teléfonos Galaxy A05, Galaxy A05s, Galaxy A15 y Galaxy A25 presentados desde finales del 2023. A diferencia de la generación anterior, esta presenta pocos mejoras notables. Sin embargo, Samsung estrena un nuevo diseño de cubierta, una nueva isla de teclas, paleta de colores y mejor pantalla y procesador.
La serie actualmente comprende nueve modelos: Galaxy A05, Galaxy A05s, Galaxy A15 (LTE), Galaxy A15 (5G), Galaxy A25 (LTE), Galaxy A35 5G y Galaxy A55 5G.

## Teléfonos

### 2014-15 (primera generación)
| Modelo               | Número de modelo | Pantalla                                   | Dimensiones                                     | Peso                    | Fecha de lanzamiento | Sistema operativo original            | Sistema operativo actual                   | Cámara principal | Cámara frontal | Procesador                                                                       | RAM           | Almacenamiento | Batería  | Otro                                                  | Colores |
| -------------------- | ---------------- | ------------------------------------------ | ----------------------------------------------- | ----------------------- | -------------------- | ------------------------------------- | ------------------------------------------ | ---------------- | -------------- | -------------------------------------------------------------------------------- | ------------- | -------------- | -------- | ----------------------------------------------------- | ------- |
| Samsung Galaxy Alpha | SM-G850x         | Super AMOLED de 4,7" (720 × 1280 píxeles)  | 132,4x65,5x6,7 mm (5,21 × 2,58 × 0,26 pulgadas) | 115 g (4,06 onz)        | septiembre de 2014   | Android 4.4.4 (KitKat) / TouchWiz 3.0 | Android 5.0.2 (Lollipop) / TouchWiz 5.0    | 12 MP            | 2,1 MP         | Samsung Exynos 5430 Octa                                                         | 2GB           | 32GB           | 1860 mAh | Huella digital (En la parte delantera)                |         |
| Samsung Galaxy A3    | SM-A300x         | Super AMOLED de 4,5" (540 × 960 píxeles)   | 130,1x65,5x6,9 mm (5,12 × 2,58 × 0,27 pulgadas) | 110,3 gramos (3,88 onz) | diciembre de 2014    | Android 4.4.4 (KitKat) / TouchWiz 3.5 | Android 6.0.1 (Marshmallow) / TouchWiz 6.0 | 8 MP             | 5 MP           | Snapdragon 410 de Qualcomm                                                       | 1 GB / 1,5 GB | 16 GB          | 1900 mAh | Dual Sim                                              |         |
| Samsung Galaxy A5    | SM-A500x         | Super AMOLED de 5,0" (720 × 1280 píxeles)  | 139,3x69,7x6,7 mm (5,48 × 2,74 × 0,26 pulgadas) | 123 g (4,34 onz)        | diciembre de 2014    | Android 4.4.4 (KitKat) / TouchWiz 3.5 | Android 6.0.1 (Marshmallow) / TouchWiz 6.0 | 13 MP            | 5 MP           | Snapdragon 410 de Qualcomm                                                       | 2GB           | 16 GB          | 2300 mAh | Dual Sim                                              |         |
| Samsung Galaxy A7    | SM-A700x         | Super AMOLED de 5,5" (1080 × 1920 píxeles) | 151x76,2x6,3 mm (5,94 × 3,00 × 0,25 pulgadas)   | 141 gramos (4,97 onz)   | febrero de 2015      | Android 4.4.4 (KitKat) / TouchWiz 3.5 | Android 6.0.1 (Marshmallow) / TouchWiz 6.0 | 13 MP            | 5 MP           | Qualcomm Snapdragon 615 (Malasia y Pakistán) / Samsung Exynos 5430 Octa (Global) | 2GB           | 16 GB          | 2600 mAh | Dual Sim                                              |         |
| Samsung Galaxy A8    | SM-A800x         | Super AMOLED de 5,7" (1080 × 1920 píxeles) | 158x76,8x5,9 mm (6,22 × 3,02 × 0,23 pulgadas)   | 151 gramos (5,33 onz)   | agosto de 2015       | Android 5.1 (Lollipop) / TouchWiz 5.0 | Android 7.0 (Nougat) / TouchWiz 6.0        | 16 MP            | 5 MP           | Qualcomm Snapdragon 615 (Asia) / Samsung Exynos 5430 Octa (Global)               | 2GB           | 32 GB          | 3050 mAh | Huella digital (En la parte delantera); Solo Dual Sim |         |

### 2016 (segunda generación)
| Modelo                   | Número de modelo | Pantalla                                   | Dimensiones                                         | Peso                  | Fecha de lanzamiento | Sistema operativo original                      | Sistema operativo actual    | Cámara principal | Cámara frontal | Procesador                                                                       | RAM   | Almacenamiento | Batería  | Otro                                                                                        | Colores |
| ------------------------ | ---------------- | ------------------------------------------ | --------------------------------------------------- | --------------------- | -------------------- | ----------------------------------------------- | --------------------------- | ---------------- | -------------- | -------------------------------------------------------------------------------- | ----- | -------------- | -------- | ------------------------------------------------------------------------------------------- | ------- |
| Samsung Galaxy A3 (2016) | SM-A310x         | Super AMOLED de 4,7" (720 × 1280 píxeles)  | 134,5x65,2x7,3 mm (5,30 × 2,57 × 0,29 pulgadas)     | 132 gramos (4,66 onz) | diciembre de 2015    | Android 5.1.1 (Lollipop)                        | Android 7.0 (Nougat)        | 13 MP            | 5 MP           | Samsung Exynos 7578 (Global) / Qualcomm Snapdragon 410 (La mayor parte de EMEA ) | 1,5GB | 16 GB          | 2300 mAh | Resistencia al polvo/agua IP68                                                              |         |
| Samsung Galaxy A5 (2016) | SM-A510x         | Super AMOLED de 5,2" (1080 × 1920 píxeles) | 144,8x71x7,3 mm (5,70 × 2,80 × 0,29 pulgadas)       | 155 g (5,47 onz)      | diciembre de 2015    | Android 5.1.1 (Lollipop)                        | Android 7.0 (Nougat)        | 13 MP            | 5 MP           | Samsung Exynos 7580 (Global) Octa / Qualcomm Snapdragon 615 (China)              | 2GB   | 16 GB          | 2900 mAh | Carga rápida de 18W; Huella digital (En la parte delantera); Resistencia al polvo/agua IP68 |         |
| Samsung Galaxy A7 (2016) | SM-A710x         | Super AMOLED de 5,5" (1080 × 1920 píxeles) | 151,5 × 74,1 × 7,3 mm (5,96 × 2,92 × 0,29 pulgadas) | 172 gramos (6,07 onz) | diciembre de 2015    | Android 5.1.1 (Lollipop)                        | Android 7.0 (Nougat)        | 13 MP            | 5 MP           | Samsung Exynos 7580 (Global) Octa / Qualcomm Snapdragon 615 (China)              | 3 GB  | 16 GB          | 3300 mAh | Carga rápida de 18W; Huella digital (En la parte delantera); Resistencia al polvo/agua IP68 |         |
| Samsung Galaxy A9        | SM-A900x         | Super AMOLED de 6,0" (1080 × 1920 píxeles) | 161,7x80,9x7,4 mm (6,37 × 3,19 × 0,29 pulgadas)     | 200 g (7,05 onz)      | enero de 2016        | Android 5.1.1 (Lollipop)                        | Android 6.0.1 (Marshmallow) | 13 MP            | 8 MP           | Snapdragon 652 de Qualcomm                                                       | 3 GB  | 32GB           | 4000 mAh | Carga rápida de 18W; Huella dactilar (En la parte delantera)                                |         |
| Samsung Galaxy A9 Pro    | SM-A910x         | Super AMOLED de 6,0" (1080 × 1920 píxeles) | 161,7 × 80,9 × 7,9 mm (6,37 × 3,19 × 0,31 pulgadas) | 210 gramos (7,41 onz) | mayo de 2016         | Android 6.0.1 (Marshmallow) / TouchWiz Grace UX | Android 8.0 (Oreo)          | 16 MP            | 8 MP           | Snapdragon 652 de Qualcomm                                                       | 4 GB  | 32GB           | 5000 mAh | Carga rápida de 18W; Huella dactilar (En la parte delantera)                                |         |
| Samsung Galaxy A8 (2016) | SM-A810x         | Super AMOLED de 5,7" (1080 × 1920 píxeles) | 156,6x76,8x7,2 mm (6,17 × 3,02 × 0,28 pulgadas)     | 182 gramos (6,42 onz) | octubre de 2016      | Android 6.0.1 (Marshmallow) / TouchWiz Grace UX | Android 8.0 (Oreo)          | 16 MP            | 8 MP           | Samsung Exynos 7420 Octa                                                         | 3GB   | 32GB           | 3300 mAh | Carga rápida de 18W; Huella dactilar (En la parte delantera)                                |         |

### 2017 (3.ª generación)
| Modelo                   | Número de modelo | Pantalla                                   | Dimensiones                                     | Peso                  | Fecha de lanzamiento | Sistema operativo original                           | Sistema operativo actual                    | Cámara principal | Cámara frontal | Procesador               | RAM | Almacenamiento | Batería  | Otro                                                                                         | Colores |
| ------------------------ | ---------------- | ------------------------------------------ | ----------------------------------------------- | --------------------- | -------------------- | ---------------------------------------------------- | ------------------------------------------- | ---------------- | -------------- | ------------------------ | --- | -------------- | -------- | -------------------------------------------------------------------------------------------- | ------- |
| Samsung Galaxy A3 (2017) | SM-A320x         | Super AMOLED de 4,7" (720 × 1280 píxeles)  | 135,4x66,2x7,9 mm (5,33 × 2,61 × 0,31 pulgadas) | 138 g (4,87 onz)      | enero de 2017        | Android 6.0.1 (Marshmallow) / Samsung Experience 8.1 | Android 8.0 (Oreo) / Samsung Experience 9.0 | 13 MP            | 8 MP           | Samsung Exynos 7870 Octa | 2GB | 16 GB          | 2350 mAh | Huella dactilar (En la parte delantera); Resistencia al polvo/agua IP68                      |         |
| Samsung Galaxy A5 (2017) | SM-A520x         | Super AMOLED de 5,2" (1080 × 1920 píxeles) | 146,1x71,4x7,9 mm (5,75 × 2,81 × 0,31 pulgadas) | 157 g (5,54 onz)      | enero de 2017        | Android 6.0.1 (Marshmallow) / Samsung Experience 8.1 | Android 8.0 (Oreo) / Samsung Experience 9.0 | 16 MP            | 16 MP          | Samsung Exynos 7880      | 3GB | 32 GB / 64 GB  | 3000 mAh | Carga rápida de 18W; Huella digital (En la parte delantera); Resistentcia al polvo/agua IP68 |         |
| Samsung Galaxy A7 (2017) | SM-A720x         | Super AMOLED de 5,7" (1080 × 1920 píxeles) | 156,8x77,6x7,9 mm (6,17 × 3,06 × 0,31 pulgadas) | 186 gramos (6,56 onz) | enero de 2017        | Android 6.0.1 (Marshmallow) / Samsung Experience 8.1 | Android 8.0 (Oreo) / Samsung Experience 9.0 | 16 MP            | 16 MP          | Samsung Exynos 7880      | 3GB | 32 GB          | 3600 mAh | Carga rápida de 18W; Huella digital (En la parte delantera); Resistentcia al polvo/agua IP68 |         |

### 2018 (4.ª generación)
Samsung Galaxy A8 (2018) (vendido en Japón como Galaxy Feel2).
- Pantalla Infinity Super AMOLED FHD+ de 5,6" (2220 × 1080 píxeles) (internacional) o pantalla Infinity Super AMOLED HD+ de 5,6" (1480 × 720 píxeles) (Japón)
- Android 7.1.1 (Nougat) (Actual: Android 9.0 Pie)
- Samsung Exynos 7885 Octa
- ROM de 32 GB/RAM de 4 GB
- Cámara trasera de 16MP
- Cámara frontal principal de 16 MP, sensor de profundidad de 8 MP (internacional) o principal de 16 MP (Japón)
- Batería de 3000 mAh (no extraíble)
- Grabación de video 1080p a 30 fps
- Escáner de huellas dactilares, resistencia IP68, Always-on-Display, carga rápida

Samsung Galaxy A8+ (2018)
- Pantalla Infinity Super AMOLED FHD+ de 6,0" (2220 × 1080 píxeles)
- Android 7.1.1 (Nougat) (Actual: Android 9.0 Pie)
- Samsung Exynos 7885 Octa
- 64 GB de ROM/6 GB de RAM
- Cámara trasera de 16MP
- Grabación de video 1080p a 30 fps
- Cámaras frontales con sensor de profundidad de 8 MP y principal de 16 MP
- Batería de 3500 mAh (no extraíble)
- Escáner de huellas dactilares, resistencia IP68, Always-on-Display, carga rápida

Samsung Galaxy A6
- Pantalla Infinity Super AMOLED HD+ de 5,6" (720 × 1480 píxeles)
- Android 8.0 (Oreo) (Actual: Android 10)
- Samsung Exynos 7870 Octa
- ROM de 32 o 64 GB/RAM de 3 o 4 GB
- Cámara trasera de 16MP
- Grabación de video 1080p a 30 fps
- Cámara frontal de 16MP
- Batería de 3000 mAh (no extraíble)
- Escáner de huellas dactilares

Samsung Galaxy A6+
- Pantalla Infinity Super AMOLED FHD+ de 6,0" (2220 × 1080 píxeles)
- Android 8.0 (Oreo) (Actual: Android 10)
- Snapdragon 450 de Qualcomm
- ROM de 32 o 64 GB/RAM de 3 o 4 GB
- Cámaras traseras con sensor de profundidad de 5 MP y principal de 16 MP
- Grabación de video 1080p a 30 fps
- Cámara frontal de 24MP
- Batería de 3500 mAh (no extraíble)
- Escáner de huellas dactilares, Always-on-Display

Samsung Galaxy A8 Star
- Pantalla Infinity Super AMOLED FHD+ de 6,3" (2220 × 1080 píxeles)
- Android 8.0 (Oreo) (Actual: Android 10)
- Snapdragon 660 de Qualcomm
- 64 GB de ROM/4 GB de RAM
- Cámara trasera de 24 MP, 16 MP/frontal de 24 MP
- Grabación de video 1080p a 30 fps
- Batería de 3700 mAh (no extraíble)
- Escáner de huellas dactilares

Samsung Galaxy A7 (2018)
- Pantalla Infinity Super AMOLED FHD+ de 6,0" (2220 × 1080 píxeles)
- Android 8.0 (Oreo) (Actual: Android 10)
- Samsung Exynos 7885 Octa
- 64 o 128 GB de ROM/4 o 6 GB de RAM
- Cámaras traseras: Principal de 24 MP, ultra gran angular de 8 MP, sensor de profundidad de 5 MP
- Grabación de video 1080p a 30 fps
- Cámara frontal de 24MP
- 3300 mAh (internacional) o 3400 mAh (Japón).[31] Batería (no extraíble)
- Escáner de huellas dactilares, Always-on-Display, Dolby Atmos

Samsung Galaxy A9 (2018)
- Pantalla infinita FHD+ Super AMOLED de 6,3" (2220 × 1080 píxeles)
- Android 8.0 (Oreo) (Actual: Android 10)
- Snapdragon 660 de Qualcomm
- 128 GB de ROM/6 u 8 GB de RAM
- Cámaras traseras: Principal de 24 MP, telefoto de 10 MP, ultra gran angular de 8 MP, sensor de profundidad de 5 MP
- Grabación de video 1080p a 30 fps
- Cámara frontal de 24MP
- Batería de 3800 mAh (no extraíble)
- Escáner de huellas dactilares, Always-on-Display, Dolby Atmos, carga rápida

Samsung Galaxy A6s
- Super AMOLED de 6,0" (2160 × 1080 píxeles)
- Android 8.0 (Oreo) (Actual: Android 10)
- Snapdragon 660 de Qualcomm
- 64 GB de ROM/6 GB de RAM
- Cámaras traseras de 12 MP, 2 MP
- Grabación de video 1080p a 30 fps
- Cámara frontal de 12MP
- Batería de 3300 mAh (no extraíble)
- Escáner de huellas dactilares

Samsung Galaxy A8s
El Samsung Galaxy A8s es el primer teléfono que tiene un agujero perforado en la pantalla o lo que Samsung llama "Pantalla Infinity-O".
- LCD IPS FHD+ de 6,4" (2340 × 1080 píxeles)
- Android 8.1 (Oreo) (Actual: Android 10)
- Snapdragon 710 de Qualcomm
- 64 GB de ROM/6 GB de RAM
- Cámaras traseras de 24 MP, 10 MP, 5 MP
- Grabación de video 2160p a 30 fps
- Cámara frontal de 24MP
- Batería de 3400 mAh (no extraíble)
- Escáner de huellas dactilares

### 2019 (quinta generación)
| Modelo                                                    | Pantalla                                                          | Dimensiones | Peso                                                    | Fecha de lanzamiento | Sistema operativo original                        | Sistema operativo actual                          | Cámara(s) trasera(s)                        | Cámara frontal                                               | RAM                               | Almacenamiento     | Procesador                                                             | Otro                                                          | Batería                                                                 |
| --------------------------------------------------------- | ----------------------------------------------------------------- | --- | ------------------------------------------------------- | -------------------- | ------------------------------------------------- | ------------------------------------------------- | ------------------------------------------- | ------------------------------------------------------------ | --------------------------------- | ------------------ | ---------------------------------------------------------------------- | ------------------------------------------------------------- | ----------------------------------------------------------------------- |
| Galaxy A2 Core                                            | 5.0" qHD IPS LCD (540 × 960 pixeles)                              | 141.6 × 71.0 × 9.1 mm (5.57 × 2.8 × 0.36 in)                                                                    | 142 g (5.0 oz)                                          | abril de 2019        | Android 8.0 (Oreo) Go edition; Samsung Experience | Android 8.0 (Oreo) Go edition; Samsung Experience | 8 MP                                        | 5 MP                                                         | 1 GB                              | 8 GB 16 GB         | Samsung Exynos 7870 Octa                                               |                                                               | 2600 mAh (no extraíble)                                                 |
| Galaxy A10e (vendido en Japón como el Galaxy A20)         | 5.8" HD+ IPS LCD Pantalla Infinity-V (720 × 1560 pixeles)         | 147.3 × 69.6 × 8.4 mm (5.80 × 2.74 × 0.33 in) (Internacional) 150 × 71 × 8.1 mm (5.90 × 2.79 × 0.31 in) (Japón) | 141 g (4.97 oz) (Internacional) 151 g (5.32 oz) (Japón) | agosto de 2019       | Android 9.0 (Pie); One UI                         | Android 11; One UI 3.1                            | 8 MP o 5 MP                                 | 5 MP o 2 MP                                                  | 2 GB (Internacional) 3 GB (Japón) | 32 GB              | Samsung Exynos 7884 Octa                                               | NFC (solo Japón) FeliCa (solo Japón) IP68 (solo Japón)        | 3000 mAh (no extraíble)                                                 |
| Galaxy A10                                                | 6.2" HD+ IPS LCD Pantalla Infinity-V (720 × 1520 pixeles)         | 155.6 × 75.6 × 7.9 mm (6.13 × 2.98 × 0.31 in)                                                                   | 168 g (5.93 oz)                                         | marzo de 2019        | Android 9.0 (Pie); One UI                         | Android 11; One UI 3                              | 13 MP                                       | 5 MP                                                         | 2 GB                              | 32 GB              | Samsung Exynos 7884 Octa                                               |                                                               | 3400 mAh (no extraíble)                                                 |
| Galaxy A10s                                               | 6.2” HD+ IPS LCD Pantalla Infinity-V (720 × 1520 pixeles)         | 156.9 × 75.8 × 7.8 mm (6.18 × 2.98 × 0.31 in)                                                                   | 168 g (5.93 oz)                                         | agosto de 2019       | Android 9.0 (Pie); One UI                         | Android 11; One UI 3.1                            | 13 MP 2 MP                                  | 8 MP                                                         | 2 GB 3 GB                         | 32 GB              | MediaTek MT6762 Helio P22                                              |                                                               | 4000 mAh (no extraíble)                                                 |
| Galaxy A20e                                               | 5.8" HD+ PLS TFT Pantalla Infinity-V (720 × 1560 pixeles)         | 147.4 × 69.7 × 8.4 mm (5.80 × 2.74 × 0.33 in)                                                                   | 141 g (4.97 oz)                                         | mayo de 2019         | Android 9.0 (Pie); One UI                         | Android 11; One UI 3.1                            | 13 MP 5 MP                                  | 8 MP                                                         | 3 GB                              | 32 GB              | Samsung Exynos 7884 Octa                                               | Carga rápida de 15W NFC                                       | 3000 mAh (no extraíble)                                                 |
| Galaxy A20                                                | 6.4" HD+ Super AMOLED Pantalla Infinity-V (720 × 1560 pixeles)    | 158.4 × 74.7 × 7.8 mm (6.24 × 2.94 × 0.31 in)                                                                   | 169 g (5.96 oz)                                         | abril de 2019        | Android 9.0 (Pie); One UI                         | Android 11; One UI 3.1                            | 13 MP 5 MP                                  | 8 MP                                                         | 3 GB                              | 32 GB              | Samsung Exynos 7884 Octa (Internacional) Samsung Exynos 7904 Octa (US) | Carga rápida de 15W NFC                                       | 4000 mAh (no extraíble)                                                 |
| Galaxy A20s                                               | 6.5" HD+ IPS LCD Pantalla Infinity-V (720 × 1560 pixeles)         | 163.3 × 77.5 × 8 mm (6.43 × 3.05 × 0.31 in)                                                                     | 183 g (6.46 oz)                                         | octubre de 2019      | Android 9.0 (Pie); One UI                         | Android 11; One UI 3.1                            | 13 MP 8 MP 5 MP                             | 8 MP                                                         | 3 GB 4 GB                         | 32 GB 64 GB        | Qualcomm Snapdragon 450                                                | Carga rápida de 15W                                           | 4000 mAh (no extraíble)                                                 |
| Galaxy A30                                                | 6.4" FHD+ Super AMOLED Pantalla Infinity-U (1080 × 2340 pixeles)  | 158.5 × 74.7 × 7.7 mm (6.24 × 2.94 × 0.30 in) (Internacional) 160 × 75 × 8.0 mm (6.29 × 2.95 × 0.31 in) (Japón) | 165 g (5.82 oz) (Internacional) 176 g (6.2 oz) (Japón)  | marzo de 2019        | Android 9.0 (Pie); One UI                         | Android 11; One UI 3.1                            | 16 MP 5 MP (Internacional) 13 MP5 MP(Japón) | 16 MP (Internacional) 8 MP (Japón)                           | 3 GB 4 GB                         | 32 GB 64 GB        | Samsung Exynos 7904 Octa                                               | Carga rápida de 15W NFC FeliCa (solo Japón) IP68 (solo Japón) | 4000 mAh (no extraíble) (Internacional) 3900 mAh (no extraíble) (Japón) |
| Galaxy A30s                                               | 6.4" HD+ Super AMOLED Pantalla Infinity-V (720 × 1560 pixeles)    | 158.5 × 74.7 × 7.8 mm (6.24 × 2.94 × 0.31 in)                                                                   | 166 g (5.86 oz)                                         | septiembre de 2019   | Android 9.0 (Pie); One UI                         | Android 11; One UI 3.1                            | 25 MP 8 MP 5 MP                             | 16 MP                                                        | 3 GB 4 GB                         | 32 GB 64 GB 128 GB | Samsung Exynos 7904 Octa                                               | Carga rápida de 15W NFC                                       | 4000 mAh (no extraíble)                                                 |
| Galaxy A40                                                | 5.9" FHD+ Super AMOLED Pantalla Infinity-U (1080 × 2280 pixeles)  | 144.4 × 69.2 × 7.9 mm (5.69 × 2.72 × 0.31 in)                                                                   | 140 g (4.94 oz)                                         | abril de 2019        | Android 9.0 (Pie); One UI                         | Android 11; One UI 3.1                            | 16 MP 5 MP                                  | 25 MP                                                        | 4 GB                              | 64 GB              | Samsung Exynos 7904 Octa                                               | Carga rápida de 15W NFC                                       | 3100 mAh (no extraíble)                                                 |
| Galaxy A50                                                | 6.4" FHD+ Super AMOLED Pantalla Infinity-U (1080 × 2340 pixeles)  | 158.5 × 74.7 × 7.7 mm (6.24 × 2.94 × 0.30 in)                                                                   | 166 g (5.86 oz)                                         | marzo de 2019        | Android 9.0 (Pie); One UI                         | Android 11; One UI 3.1                            | 25 MP 8 MP 5 MP                             | 25 MP                                                        | 4 GB 6 GB                         | 64 GB 128 GB       | Samsung Exynos 9610 Octa                                               | Carga rápida de 15W NFC                                       | 4000 mAh (no extraíble)                                                 |
| Galaxy A50s                                               | 6.4" FHD+ Super AMOLED Pantalla Infinity-U (1080 × 2340 pixeles)  | 158.5 × 74.5 × 7.7 mm (6.24 × 2.93 × 0.30 in)                                                                   | 169 g (5.96 oz)                                         | septiembre de 2019   | Android 9.0 (Pie); One UI                         | Android 11; One UI 3.1                            | 48 MP 8 MP 5 MP                             | 32 MP                                                        | 4 GB 6 GB                         | 64 GB 128 GB       | Samsung Exynos 9611 Octa                                               | Carga rápida de 15W NFC                                       | 4000 mAh (no extraíble)                                                 |
| Galaxy A60 (vendido en algunos países como el Galaxy M40) | 6.3" FHD+ PLS TFT LCD Pantalla Infinity-O (1080 × 2340 pixeles)   | 155.3 × 73.9 × 7.9 mm (6.11 × 2.91 × 0.31 in)                                                                   | 168 g (5.93 oz)                                         | junio de 2019        | Android 9.0 (Pie); One UI                         | Android 11; One UI 3.1                            | 32 MP 8 MP 5 MP                             | 32 MP                                                        | 6 GB                              | 64 GB 128 GB       | Qualcomm Snapdragon 675                                                | Carga rápida de 15W                                           | 3500 mAh (no extraíble)                                                 |
| Galaxy A70                                                | 6.7" FHD+ Super AMOLED Pantalla Infinity-U (1080 × 2400 pixeles)  | 164.3 × 76.7 × 7.9 mm (6.47 × 3.02 × 0.31 in)                                                                   | 183 g (6.46 oz)                                         | mayo de 2019         | Android 9.0 (Pie); One UI                         | Android 11; One UI 3.1                            | 32 MP 8 MP 5 MP                             | 32 MP                                                        | 6 GB 8 GB                         | 128 GB             | Qualcomm Snapdragon 675                                                | Carga superrápida de 25W NFC                                  | 4500 mAh (no extraíble)                                                 |
| Galaxy A70s                                               | 6.7" FHD+ Super AMOLED Pantalla Infinity-U (1080 × 2400 pixeles)  | 164.3 × 76.7 × 7.9 mm (6.47 × 3.02 × 0.31 in)                                                                   | 187 g (6.6 oz)                                          | septiembre de 2019   | Android 9.0 (Pie); One UI                         | Android 11; One UI 3.1                            | 64 MP 8 MP 5 MP                             | 32 MP                                                        | 6 GB 8 GB                         | 128 GB             | Qualcomm Snapdragon 675                                                | Carga superrápida de 25W NFC                                  | 4500 mAh (no extraíble)                                                 |
| Galaxy A80                                                | 6.7" FHD+ Super AMOLED New Infinity Display (1080 × 2400 pixeles) | 165.2 × 76.5 × 9.3 mm (6.50 × 3.01 × 0.37 in)                                                                   | 220 g (7.76 oz)                                         | mayo de 2019         | Android 9.0 (Pie); One UI                         | Android 11; One UI 3.1                            | 48 MP 8 MP ToF 3D                           | Cámara giratoria: La cámara trasera se voltea hacia adelante | 8 GB                              | 128 GB             | Qualcomm Snapdragon 730                                                | Carga superrápida de 25W NFC                                  | 3700 mAh (no extraíble)                                                 |
| Galaxy A90 5G                                             | 6.7" FHD+ Super AMOLED Pantalla Infinity-U (1080 × 2400 pixeles)  | 164.8 × 76.4 × 8.4 mm (6.49 × 3.01 × 0.33 in)                                                                   | 206 g (7.27 oz)                                         | septiembre de 2019   | Android 9.0 (Pie); One UI                         | Android 12; One UI 4                              | 48 MP 8 MP 5 MP                             | 32 MP                                                        | 6 GB 8 GB                         | 128 GB             | Qualcomm Snapdragon 855                                                | Carga superrápida de 25W NFC                                  | 4500 mAh (no extraíble)                                                 |

### 2020 (sexta generación)
| Modelo                                                                                                 | Pantalla                                                         | Dimensiones                                   | Peso            | Sistema operativo original      | Sistema operativo actual        | Cámara(s) trasera(s)                                                   | Cámara frontal | RAM            | Almacenamiento     | Procesador                                                          | Otro                                                          | Batería                 |
| --- | ---------------------------------------------------------------- | --------------------------------------------- | --------------- | ------------------------------- | ------------------------------- | ---------------------------------------------------------------------- | -------------- | -------------- | ------------------ | ------------------------------------------------------------------- | ------------------------------------------------------------- | ----------------------- |
| Galaxy A01 Core (vendido en algunos países como el Galaxy M01 Core y en África como el Galaxy A3 Core) | 5.3" HD+ PLS TFT Infinity Display (720 × 1480 pixeles)           | 141.7 × 67.5 × 8.6 mm (5.58 × 2.66 × 0.34 in) | 150 g (5.29 oz) | Android 10 Go Edition; One UI 2 | Android 10 Go Edition; One UI 2 | 8 MP                                                                   | 5 MP           | 1 GB 2 GB      | 16 GB 32 GB        | MediaTek MT6739WW                                                   |                                                               | 3000 mAh (no extraíble) |
| Galaxy A01 (vendido en algunos países como el Galaxy M01)                                              | 5.7" HD+ PLS TFT Pantalla Infinity-V (720 × 1560 pixeles)        | 146.3 × 70.1 × 8.3 mm (5.76 × 2.76 × 0.33 in) | 149 g (5.26 oz) | Android 10; One UI 2            | Android 11; One UI 3            | 13 MP (principal) 2 MP (profundidad)                                   | 5 MP           | 2 GB           | 16 GB 32 GB        | Qualcomm Snapdragon 439                                             |                                                               | 3000 mAh (no extraíble) |
| Galaxy A11                                                                                             | 6.4" HD+ PLS TFT Pantalla Infinity-O (720 × 1560 pixeles)        | 161.4 × 76.3 × 8.0 mm (6.35 × 3 × 0.31 in)    | 177 g (6.24 oz) | Android 10; One UI Core 2       | Android 11; One UI Core 3.1     | 13 MP (principal) 5 MP (gran angular) 2 MP (profundidad)               | 8 MP           | 2 GB 3 GB      | 32 GB              | Qualcomm Snapdragon 450                                             | Carga rápida de 15W                                           | 4000 mAh (no extraíble) |
| Galaxy A21 (Japón)                                                                                     | 5.8" HD+ PLS TFT Pantalla Infinity-V (720 × 1560 pixeles)        | 149.7 × 70.7 × 8.4 mm (5.89 × 2.78 × 0.33 in) | 159 g (5.61 oz) | Android 10; One UI 2            | Android 10; One UI 2            | 13 MP                                                                  | 5 MP           | 3 GB           | 64 GB              | Samsung Exynos 7884 Octa                                            | NFC FeliCa IP68                                               | 3600 mAh (no extraíble) |
| Galaxy A21                                                                                             | 6.5" HD+ IPS LCD Pantalla Infinity-O (720 × 1600 pixeles)        | 167.8 × 76.7 × 8.1 mm (6.61 × 3.02 × 0.32 in) | 193 g (6.81 oz) | Android 10; One UI 2            | Android 10; One UI 2            | 16 MP (principal) 8 MP (gran angular) 2 MP (macro) 2 MP (profundidad)  | 13 MP          | 3 GB           | 32 GB              | MediaTek Helio P35 (MT6765)                                         | Carga rápida de 15W                                           | 4000 mAh (no extraíble) |
| Galaxy A21s                                                                                            | 6.5" HD+ PLS TFT Pantalla Infinity-O (720 × 1600 pixeles)        | 163.6 × 75.3 × 8.9 mm (6.27 × 2.88 × 0.34 in) | 192 g (6.77 oz) | Android 10; One UI Core 2.5     | Android 11; One UI Core 3.1     | 48 MP (principal) 8 MP (gran angular) 2 MP (macro) 2 MP (profundidad)  | 13 MP          | 3 GB 4 GB 6 GB | 32 GB 64 GB 128 GB | Samsung Exynos 850                                                  | Carga rápida de 15W                                           | 5000 mAh (no extraíble) |
| Galaxy A31                                                                                             | 6.4" FHD+ Super AMOLED Pantalla Infinity-U (1080 × 2400 pixeles) | 159.3 × 73.1 × 8.6 mm (6.27 × 2.88 × 0.34 in) | 185 g (6.53 oz) | Android 10; One UI 2.1          | Android 11; One UI 3            | 48 MP (principal) 8 MP (gran angular) 5 MP (macro) 5 MP (profundidad)  | 20 MP          | 4 GB 6 GB      | 64 GB 128 GB       | MediaTek Helio P65 (MT6768)                                         | Carga rápida de 15W NFC                                       | 5000 mAh (no extraíble) |
| Galaxy A41                                                                                             | 6.1" FHD+ Super AMOLED Pantalla Infinity-U (1080 × 2400 pixeles) | 149.9 × 69.8 × 7.9 mm (5.90 × 2.75 × 0.31 in) | 152 g (5.36 oz) | Android 10; One UI 2.1          | Android 11; One UI 3.1          | 48 MP (principal) 8 MP (gran angular) 5 MP (profundidad)               | 25 MP          | 4 GB           | 64 GB              | MediaTek Helio P65 (MT6768)                                         | Carga rápida de 15W NFC FeliCa (solo Japón) IP68 (solo Japón) | 3500 mAh (no extraíble) |
| Galaxy A51                                                                                             | 6.5" FHD+ Super AMOLED Pantalla Infinity-O (1080 × 2400 pixeles) | 158.5 × 73.6 × 7.9 mm (6.24 × 2.90 × 0.31 in) | 172 g (6.07 oz) | Android 10; One UI 2.1          | Android 12; One UI 4.0          | 48 MP (principal) 12 MP (gran angular) 5 MP (macro) 5 MP (profundidad) | 32 MP          | 4 GB 6 GB 8 GB | 64 GB 128 GB       | Samsung Exynos 9611                                                 | Carga rápida de 15W NFC                                       | 4000 mAh (no extraíble) |
| Galaxy A51 5G                                                                                          | 6.5" FHD+ Super AMOLED Pantalla Infinity-O (1080 × 2400 pixeles) | 158.9 × 73.6 × 8.7 mm (6.26 × 2.90 × 0.34 in) | 187 g (6.60 oz) | Android 10; One UI 2.1          | Android 11; One UI 3            | 48 MP (principal) 12 MP (gran angular) 5 MP (macro) 5 MP (profundidad) | 32 MP          | 6 GB 8 GB      | 128 GB             | Samsung Exynos 980 (Internacional) Qualcomm Snapdragon 765G (Japón) | Carga rápida de 15W NFC FeliCa (solo Japón) IP68 (solo Japón) | 4500 mAh (no extraíble) |
| Galaxy A51 5G UW                                                                                       | 6.5" FHD+ Super AMOLED Pantalla Infinity-O (1080 × 2400 pixeles) | 158.8 × 73.4 × 8.6 mm (6.25 × 2.89 × 0.34 in) | 189 g (6.67 oz) | Android 10; One UI 2            | Android 11; One UI 3.1          | 48 MP (principal) 12 MP (gran angular) 5 MP (macro) 5 MP (profundidad) | 32 MP          | 6 GB           | 128 GB             | Qualcomm Snapdragon 765G                                            | Carga rápida de 15W NFC                                       | 4500 mAh (no extraíble) |
| Galaxy A71                                                                                             | 6.7" FHD+ Super AMOLED Pantalla Infinity-O (1080 × 2400 pixeles) | 163.6 × 76 × 7.7 mm (6.44 × 2.99 × 0.30 in)   | 179 g (6.31 oz) | Android 10; One UI 2.1          | Android 12; One UI 4.0          | 64 MP (principal) 12 MP (gran angular) 5 MP (macro) 5 MP (profundidad) | 32 MP          | 6 GB 8 GB      | 128 GB             | Qualcomm Snapdragon 730                                             | Carga superrápida de 25W NFC                                  | 4500 mAh (no extraíble) |
| Galaxy A71 5G                                                                                          | 6.7" FHD+ Super AMOLED Pantalla Infinity-O (1080 × 2400 pixeles) | 162.5 × 75.5 × 8.1 mm (6.40 × 2.97 × 0.32 in) | 185 g (6.53 oz) | Android 10; One UI 2.1          | Android 12; One UI 4.0          | 64 MP (principal) 12 MP (gran angular) 5 MP (macro) 5 MP (profundidad) | 32 MP          | 6 GB 8 GB      | 128 GB             | Samsung Exynos 980                                                  | Carga superrápida de 25W NFC                                  | 4500 mAh (no extraíble) |
| Galaxy A71 5G UW                                                                                       | 6.7" FHD+ Super AMOLED Pantalla Infinity-O (1080 × 2400 pixeles) | 162.8 × 75.7 × 8.4 mm (6.41 × 2.98 × 0.33 in) | 188 g (6.63 oz) | Android 10; One UI 2.1          | Android 12; One UI 4.0          | 64 MP (principal) 12 MP (gran angular) 5 MP (macro) 5 MP (profundidad) | 32 MP          | 6 GB           | 128 GB             | Qualcomm Snapdragon 765G                                            | Carga superrápida de 25W NFC                                  | 4500 mAh (no extraíble) |

### 2021 (séptima generación)
| Modelo         | Pantalla                                                                | Dimensiones                                   | Peso            | Sistema operativo original  | Sistema operativo actual    | Cámara(s) trasera(s)                                                         | Cámara frontal | RAM                 | Almacenamiento     | Procesador                    | Otro                         | Batería                 |
| -------------- | ----------------------------------------------------------------------- | --------------------------------------------- | --------------- | --------------------------- | --------------------------- | ---------------------------------------------------------------------------- | -------------- | ------------------- | ------------------ | ----------------------------- | ---------------------------- | ----------------------- |
| Galaxy A02     | 6.5" HD+ PLS IPS Pantalla Infinity-V (720 × 1600 pixeles)               | 164 × 75.9 × 9.1 mm (6.46 × 2.99 × 0.36 in)   | 206 g (7.27 oz) | Android 10; One UI 2        | Android 10; One UI 2        | 13 MP (principal) 2 MP (macro)                                               | 5 MP           | 3 GB                | 32 GB              | MediaTek MT6739W              |                              | 5000 mAh (no extraíble) |
| Galaxy A02s    | 6.5" HD+ PLS IPS Pantalla Infinity-V (720 × 1600 pixeles)               | 164.2 × 75.9 × 9.1 mm (6.46 × 2.99 × 0.36 in) | 196 g (6.91 oz) | Android 10; One UI Core 2   | Android 11; One UI Core 3.1 | 13 MP (principal) 2 MP (macro) 2 MP (profundidad)                            | 5 MP           | 2GB 3 GB 4 GB       | 32 GB 64 GB        | Qualcomm Snapdragon 450       | Carga rápida de 15W          | 5000 mAh (no extraíble) |
| Galaxy A12     | 6.5" HD+ PLS IPS Pantalla Infinity-V (720 × 1600 pixeles)               | 164 × 75.8 × 8.9 mm (6.46 × 2.98 × 0.35 in)   | 205 g (7.23 oz) | Android 10; One UI Core 2   | Android 11; One UI Core 3.1 | 48 MP (principal) 5 MP (gran angular) 2 MP (macro) 2 MP (profundidad)        | 8 MP           | 2 GB 3 GB 4 GB 6 GB | 32 GB 64 GB 128 GB | MediaTek Helio P35 Exynos 850 | Carga rápida de 15W          | 5000 mAh (no extraíble) |
| Galaxy A22     | 6.4" HD+ 90 Hz Super AMOLED Pantalla Infinity-U (720 × 1600 pixeles)    | 159.3 × 73.6 × 8.4 mm (6.27 × 2.90 × 0.33 in) | 186 g (6.56 oz) | Android 11; One UI Core 3.1 | Android 11; One UI Core 3.1 | 48 MP (principal) 8 MP (ultra gran angular) 2 MP (macro) 2 MP (profundidad)  | 13 MP          | 4 GB 6 GB           | 64 GB 128 GB       | MediaTek Helio G80            | Carga rápida de 15W          | 5000 mAh (no extraíble) |
| Galaxy A22 5G  | 6.6" FHD+ 90 Hz TFT LCD Pantalla Infinity-V (1080 × 2400 pixeles)       | 167.2 × 76.4 × 9 mm (6.58 × 3.01 × 0.35 in)   | 203 g (7.16 oz) | Android 11; One UI Core 3.1 | Android 11; One UI Core 3.1 | 48 MP (principal) 5 MP (ultra gran angular) 2 MP (profundidad)               | 8 MP           | 4 GB 6 GB 8 GB      | 64 GB 128 GB       | MediaTek Dimensity 700        | Carga rápida de 15W          | 5000 mAh (no extraíble) |
| Galaxy A32     | 6.4" FHD+ 90 Hz Super AMOLED Pantalla Infinity-U (1080 × 2400 pixeles)  | 158.9 × 73.6 × 8.4 mm (6.26 × 2.90 × 0.33 in) | 184 g (6.49 oz) | Android 11; One UI 3        | Android 11; One UI 3        | 64 MP (principal) 8 MP (ultra gran angular) 5 MP (macro) 5 MP (profundidad)  | 20 MP          | 4 GB 6 GB 8 GB      | 64 GB 128 GB       | MediaTek Helio G80            | Carga rápida de 15W NFC      | 5000 mAh (no extraíble) |
| Galaxy A32 5G  | 6.5" HD+ TFT LCD Pantalla Infinity-V (720 × 1600 pixeles)               | 164.2 × 76.1 × 9.1 mm (6.46 × 3.00 × 0.36 in) | 205 g (7.23 oz) | Android 11; One UI 3        | Android 11; One UI 3        | 48 MP (principal) 8 MP (ultra gran angular) 5 MP (macro) 2 MP (profundidad)  | 13 MP          | 4 GB 6 GB 8 GB      | 128 GB             | MediaTek Dimensity 720        | Carga rápida de 15W NFC      | 5000 mAh (no extraíble) |
| Galaxy A42 5G  | Super AMOLED 6.6" HD+ Pantalla Infinity-U (720 × 1600 pixeles)          | 164.4 × 75.9 × 8.6 mm (6.47 × 2.99 × 0.34 in) | 190 g (6.7 oz)  | Android 10; One UI 2        | Android 12; One UI 4.0      | 48 MP (principal) 8 MP (gran angular) 5 MP (macro) 5 MP (profundidad)        | 20 MP          | 4 GB 6 GB 8 GB      | 128 GB             | Qualcomm Snapdragon 750G      | Carga rápida de 15W NFC      | 5000 mAh (no extraíble) |
| Galaxy A52     | Super AMOLED 6.5" FHD+ 90 Hz Pantalla Infinity-O (1080 × 2400 pixeles)  | 159.9 × 75.1 × 8.4 mm (6.30 × 2.96 × 0.33 in) | 189 g (6.67 oz) | Android 12; One UI 4.0      | Android 12; One UI 4.0      | 64 MP (principal) 12 MP (ultra gran angular) 5 MP (macro) 5 MP (profundidad) | 32 MP          | 4 GB 6 GB 8 GB      | 128 GB 256 GB      | Qualcomm Snapdragon 720G      | Carga rápida de 25W NFC IP67 | 4500 mAh (no extraíble) |
| Galaxy A52 5G  | Super AMOLED 6.5" FHD+ 120 Hz Pantalla Infinity-O (1080 × 2400 pixeles) | 159.9 × 75.1 × 8.4 mm (6.30 × 2.96 × 0.33 in) | 189 g (6.67 oz) | Android 12; One UI 4.0      | Android 12; One UI 4.0      | 64 MP (principal) 12 MP (ultra gran angular) 5 MP (macro) 5 MP (profundidad) | 32 MP          | 6 GB 8 GB           | 128 GB 256 GB      | Qualcomm Snapdragon 750G      | Carga rápida de 25W NFC IP67 | 4500 mAh (no extraíble) |
| Galaxy A52s 5G | Super AMOLED 6.5" FHD+ 120 Hz Pantalla Infinity-O (1080 × 2400 pixeles) | 159.9 × 75.1 × 8.4 mm (6.30 × 2.96 × 0.33 in) | 189 g (6.67 oz) | Android 12; One UI 4.0      | Android 12; One UI 4.0      | 64 MP (principal) 12 MP (ultra gran angular) 5 MP (macro) 5 MP (profundidad) | 32 MP          | 6 GB 8 GB           | 128 GB 256 GB      | Qualcomm Snapdragon 778G      | Carga rápida de 25W NFC IP67 | 4500 mAh (no extraíble) |
| Galaxy A72     | Super AMOLED 6.7" FHD+ 90 Hz Pantalla Infinity-O (1080 × 2400 pixeles)  | 165 × 77.4 × 8.4 mm (6.50 × 3.05 × 0.33 in)   | 203 g (7.16 oz) | Android 12; One UI 4.0      | Android 12; One UI 4.0      | 64 MP (principal) 12 MP (ultra gran angular) 8 MP (telefoto) 5 MP (macro)    | 32 MP          | 6 GB 8 GB           | 128 GB 256 GB      | Qualcomm Snapdragon 720G      | Carga rápida de 25W NFC IP67 | 5000 mAh (no extraíble) |

### 2022 (octava generación)
| Modelo           | Número de modelo | Pantalla                                                                | Dimensiones                                               | Peso                  | Sistema operativo original   | Sistema operativo actual     | Cámara(s) trasera(s)                                                          | Cámara frontal | RAM            | Almacenamiento     | Procesador               | Otro                           | Batería                 | Colores                        |
| ---------------- | ---------------- | ----------------------------------------------------------------------- | --------------------------------------------------------- | --------------------- | ---------------------------- | ---------------------------- | ----------------------------------------------------------------------------- | -------------- | -------------- | ------------------ | ------------------------ | ------------------------------ | ----------------------- | ------------------------------ |
| Galaxy A03 Core  | SM-A032          | 6.5" HD+ PLS IPS Pantalla Infinity-V (720 × 1600 píxeles)               | 164,2 × 75,9 × 9,1 mm (6,46 × 2,99 × 0,36 pulgadas)       | 211 gramos (7.44 onz) | Android 11 (Go edition)      | Android 11 (Go edition)      | 8 MP (principal)                                                              | 5 MP           | 2 GB           | 32 GB              | Unisoc SC9863A           |                                | 5000 mAh (no extraíble) | Azul, negro                    |
| Galaxy A03       | SM-A035          | 6.5" HD+ PLS IPS Pantalla Infinity-V (720 × 1600 píxeles)               | 164,2 × 75,9 × 9,1 mm (6,46 × 2,99 × 0,36 pulgadas)       | 196 gramos (6.91 onz) | Android 11 ; One UI 3.1      | Android 11 ; One UI 3.1      | 48 MP (principal) 2 MP (profundidad)                                          | 5 MP           | 3GB 4 GB       | 32GB 64GB 128GB    | Unisoc T606              |                                | 5000 mAh (no extraíble) | Negro, azul, rojo              |
| Galaxy A03s      | SM-A037          | 6.5" HD+ PLS IPS Pantalla Infinity-V (720 × 1600 píxeles)               | 164,2 × 75,9 × 9,1 mm (6,46 × 2,99 × 0,36 pulgadas)       | 196 gramos (6.91 onz) | Android 11 ; One UI Core 3.1 | Android 11 ; One UI Core 3.1 | 13 MP (principal) 2 MP (macro) 2 MP (profundidad)                             | 5 MP           | 2 GB 3 GB 4 GB | 32GB 64 GB         | MediaTek Helio P35       | Carga rápida de 15W            | 5000 mAh (no extraíble) | Negro, azul, blanco            |
| Galaxy A13 (LTE) | SM-A136          | 6.6" FHD+ TFT LCD Pantalla Infinity-V (1080 × 2408 píxeles)             | 164.5 × 76.5 × 8.8 mm (6.48 × 3.01 × 0.35 pulgadas)       | 195 gramos (6.88 oz)  | Android 11 ; One UI 3.1      | Android 11 ; One UI 3.1      | 50 MP (principal) 5 MP (ultra gran angular) 2 MP (macro) 2 MP (profundidad)   | 5 MP           | 3 GB 4 GB 6 GB | 32 GB 64 GB 128 GB | Samsung Exynos 850       | Carga rápida de 25W            | 5000 mAh (no extraíble) | Negro, azul, blanco, rojo      |
| Galaxy A13 5G    | SM-A136          | 6,5" HD+ 90 Hz PLS IPS Pantalla Infinity-V (720 × 1600 píxeles)         | 164,5 × 76,5 × 8,8 mm (6,48 × 3,01 × 0,35 pulgadas)       | 195 gramos (6.88 onz) | Android 11 ; One UI 3.1      | Android 11 ; One UI 3.1      | 50 MP (principal) 2 MP (macro) 2 MP (profundidad)                             | 5 MP           | 4 GB           | 64 GB              | MediaTek Dimensity 700   | Carga rápida de 15W            | 5000 mAh (no extraíble) | Negro, azul, blanco, rojo      |
| Galaxy A23 (LTE) | SM-A235          | 6.6" FHD+ TFT LCD Pantalla Infinity-V (1080 × 2408 píxeles)             | 165.4 × 76.9 × 8.44 mm (6.51 × 3.03 × 0.33 pulgadas)      | 195 gramos (6.88 oz)  | Android 12; One UI 4.1       | Android 12; One UI 4.1       | 50 MP (principal) 5 MP (ultra gran angular) 2 MP (macro) 2 MP (profundidad)   | 8 MP           | 4 GB 6 GB 8 GB | 64 GB 128 GB       | Qualcomm Snapdragon 680  | Carga rápida de 25W            | 5000 mAh (no extraíble) | Negro, azul, blanco, melocotón |
| Galaxy A33 5G    | SM-A336          | Super AMOLED 6.4" FHD+ 90 Hz Pantalla Infinity-V (1080 × 2400 píxeles)  | 159.7 mm × 74 mm × 8.1 mm (6.29 × 2.91 × 0.32 pulgadas)   | 186 gramos (6.56 oz)  | Android 12; One UI 4.1       | Android 12; One UI 4.1       | 48 MP (principal) 8 MP (ultra gran angular) 5 MP (macro) 2 MP (profundidad)   | 13 MP          | 6 GB           | 128 GB             | Samsung Exynos 1280      | Carga rápida de 25W, NFC, IP67 | 5000 mAh (no extraíble) | Negro, cian, melocotón, blanco |
| Galaxy A53 5G    | SM-A536          | Super AMOLED 6.5" FHD+ 120 Hz Pantalla Infinity-O (1080 × 2400 píxeles) | 159.6 mm × 74.8 mm × 8.1 mm (6.28 × 2.94 × 0.32 pulgadas) | 189 gramos (6.67 oz)  | Android 12; One UI 4.1       | Android 12; One UI 4.1       | 64 MP (principal) 12 MP (ultra gran angular) 5 MP (macro) 5 MP (profundidad)  | 32 MP          | 6 GB 8 GB      | 128 GB 256 GB      | Samsung Exynos 1280      | Carga rápida de 25W, NFC, IP67 | 5000 mAh (no extraíble) | Negro, cian, melocotón, blanco |
| Galaxy A73 5G    | SM-A736          | Super AMOLED 6.7" FHD+ 120 Hz Pantalla Infinity-O (1080 × 2400 pixeles) | 163.7 × 76.1 × 7.6 mm (6.44 × 2.99 × 0.30 in)             | 181 g (6.38 oz)       | Android 12; One UI 4.1       | Android 12; One UI 4.1       | 108 MP (principal) 12 MP (ultra gran angular) 5 MP (macro) 5 MP (profundidad) | 32 MP          | 6 GB 8 GB      | 128 GB 256 GB      | Qualcomm Snapdragon 778G | Carga rápida de 25W, NFC, IP67 | 5000 mAh (no extraíble) | Negro, blanco, verde           |

### 2023 (novena generación)
| Modelo                | Número de modelo | Pantalla                                                                              | Dimensiones                                         | Peso              | Sistema operativo original  | Sistema operativo actual    | Cámara(s) trasera(s)                                        | Cámara frontal | RAM              | Almacenamiento       | Procesador                                                         | Otro                                                               | Batería                 | Colores                                  |
| --------------------- | ---------------- | ------------------------------------------------------------------------------------- | --------------------------------------------------- | ----------------- | --------------------------- | --------------------------- | ----------------------------------------------------------- | -------------- | ---------------- | -------------------- | ------------------------------------------------------------------ | ------------------------------------------------------------------ | ----------------------- | ---------------------------------------- |
| Samsung Galaxy A04    | SM-A045F         | Pantalla Infinity-V, IPS LCD, 6.5" HD+ (720 × 1600 píxeles)                           | 164.4 × 76.3 × 9.1 mm (6.47 × 3 × 0.36 pulgadas)    | 192 gramos (7 oz) | Android 12; One UI Core 4.1 | Android 12; One UI Core 4.1 | 50 MP (principal), 2 MP (profundidad)                       | 5 MP           | 4 GB, 6 GB, 8 GB | 32 GB, 64 GB, 128 GB | MediaTek Helio P35 (4x Cortex A53 2.3 GHz + 4x Cortex A53 1.8 GHz) | Almacenamiento expandible hasta 1 TB (microSD)                     | 5000 mAh (no extraíble) | Negro, cobre, verde, blanco              |
| Samsung Galaxy A04s   | SM-A047F         | Pantalla Infinity-V, PLS LCD, 6.5" HD+ (720 × 1600 píxeles) Tasa de refresco de 90 Hz | 164.7 × 76.7 × 9.1 mm (6,48 × 3.02 × 0.36 pulgadas) | 195 gramos (7 oz) | Android 12; One UI Core 4.1 | Android 12; One UI Core 4.1 | 50 MP (principal), 2 MP (profundidad), 2 MP (macro)         | 5 MP           | 3 GB, 4 GB       | 32 GB, 64 GB, 128 GB | Samsung Exynos 580 (4x Cortex A55 2.0 GHz + 4x Cortex A55 2.0 GHz) | Almacenamiento expandible hasta 1 TB (microSD) Carga rápida de 15W | 5000 mAh (no extraíble) | Blanco, verde                            |
| Samsung Galaxy A04e   | SM-A042F         | Pantalla Infinity-V, IPS LCD, 6.5" HD+ (720 × 1600 píxeles)                           | 164.2 × 75.9 × 9.1 mm (6.46 × 2.99 × 0.36 pulgadas) | 188 gramos (7 oz) | Android 12; One UI Core 4.1 | Android 12; One UI Core 4.1 | 13 MP (principal), 2 MP (profundidad)                       | 5 MP           | 3 GB, 4 GB       | 32 GB, 64 GB, 128 GB | MediaTek Helio G35 (8x Cortex A53 2.3 GHz)                         | Almacenamiento expandible hasta 1 TB (microSD)                     | 5000 mAh (no extraíble) | Negro, azul, cobre                       |
| Samsung Galaxy A14 4G | SM-A145F         | Pantalla Infinity-V, PLS LCD, 6.6" FHD+ (1080 × 2408 píxeles)                         | 167.7 × 78 × 9.1 mm (6.60 × 3.07 × 0.36 pulgadas)   | 201 gramos (7 oz) | Android 13, One UI Core 5   | Android 13, One UI Core 5   | 50 MP (principal), 5 MP (ultra gran angular), 2 MP (macro)  | 13 MP          | 4 GB, 6 GB       | 64 GB, 128 GB        | Mediatek Helio G80, Exynos 850                                     | Almacenamiento expandible hasta 1 TB (microSD) Carga rápida de 15W | 5000 mAh (no extraíble) | Rojo, rojo oscuro, plata, verde          |
| Samsung Galaxy A14 5G | SM-A146B         | Pantalla Infinity-V, PLS LCD, 6.6" FHD+ (1080 × 2408 píxeles), 90 Hz                  | 167.7 × 78 × 9.1 mm (6.60 × 3.07 × 0.36 pulgadas)   | 202 gramos (7 oz) | Android 13, One UI Core 5   | Android 13, One UI Core 5   | 50 MP (principal), 2 MP (profundidad), 2 MP (macro)         | 13 MP          | 4 GB, 6 GB, 8 GB | 64 GB, 128 GB        | Mediatek Dimensity 700                                             | Almacenamiento expandible hasta 1 TB (microSD) Carga rápida de 15W | 5000 mAh (no extraíble) | Rojo, verde claro, rojo oscuro, plata    |
| Samsung Galaxy A24 4G | SM-A245F         | Pantalla Infinity-U, Super AMOLED, 6.5" FHD+ (1080 × 2340 píxeles), 90 Hz             | 162.1 × 77.6 × 8.3 mm (6.38 × 3.06 × 0.33 pulgadas) | 195 gramos (7 oz) | Android 13, One UI 5.1      | Android 13, One UI 5.1      | 50 MP (principal), 5 MP (ultra gran angular), 2 MP (macro)  | 13 MP          | 4 GB, 6 GB, 8 GB | 128 GB               | Mediatek Helio G99                                                 | Almacenamiento expandible hasta 1 TB (microSD) Carga rápida de 25W | 5000 mAh (no extraíble) | Negro, lima, azul degradado, rojo oscuro |
| Samsung Galaxy A34 5G | SM-A346B         | Pantalla Infinity-U, Super AMOLED, 6.6" FHD+ (1080 × 2340 píxeles), 120 Hz            | 161.3 × 78.1 × 8.2 mm (6.35 × 3.07 × 0.32 pulgadas) | 199 gramos (7 oz) | Android 13, One UI 5.1      | Android 13, One UI 5.1      | 48 MP (principal), 8 MP (ultra gran angular), 2 MP (macro)  | 13 MP          | 6 GB, 8 GB       | 128 GB, 256 GB       | Mediatek Dimensity 1080                                            | Almacenamiento expandible hasta 1 TB (microSD) Carga rápida de 25W | 5000 mAh (no extraíble) | Lima, grafito, violeta, plata            |
| Samsung Galaxy A54 5G | SM-A546B         | Pantalla Infinity-O, Super AMOLED, 6.4" FHD+ (1080 × 2340 píxeles), 120 Hz            | 158.2 × 76.7 × 8.2 mm (6.23 × 3.02 × 0.32 pulgadas) | 202 gramos (7 oz) | Android 13, One UI 5.1      | Android 13, One UI 5.1      | 50 MP (principal), 12 MP (ultra gran angular), 5 MP (macro) | 32 MP          | 6 GB, 8 GB       | 128 GB, 256 GB       | Exynos 1380                                                        | Almacenamiento expandible hasta 1 TB (microSD) Carga rápida de 25W | 5000 mAh (no extraíble) | Lima, grafito, violeta, blanco           |

### 2024 (décima generación)
| Modelo                | Número de modelo | Pantalla                                                                                    | Dimensiones           | Peso              | Sistema operativo original  | Sistema operativo actual | Cámara(s) trasera(s)                                | Cámara frontal | Memoria RAM      | Almacenamiento       | Procesador               | Otro                                                               | Batería                 | Colores                      |                              |
| --------------------- | ---------------- | ------------------------------------------------------------------------------------------- | --------------------- | ----------------- | --------------------------- | ------------------------ | --------------------------------------------------- | -------------- | ---------------- | -------------------- | ------------------------ | ------------------------------------------------------------------ | ----------------------- | ---------------------------- | ---------------------------- |
| Samsung Galaxy A05    | SM-A055M/DS      | Pantalla Infinity-V, IPS LCD, 6.7" HD+ (720 × 1600 píxeles)                                 | 168.8 × 78.2 × 8,8 mm | 192 gramos (7 oz) | Android 13; One UI Core 5.1 |                          | 50 MP (principal), 2 MP (profundidad)               | 5 MP           | 4 GB, 6 GB, 8 GB | 32 GB, 64 GB, 128 GB | MediaTek Helio G85       | Almacenamiento expandible hasta 1 TB (microSD) Carga rápida de 25W | 5000 mAh (no extraíble) | Negro, verde, blanco         |                              |
| 'Samsung Galaxy A05s  | SM-A057M/DS      | Pantalla Infinity-V, IPS LCD, 6.7" Full HD+ (1080 × 2408 píxeles) Tasa de refresco de 90 Hz | 168.0 × 77.8 × 8,8 mm | 195 gramos (7 oz) | Android 13, One UI 651      |                          | 50 MP (principal), 2 MP (profundidad), 2 MP (macro) | 5 MP           | 4 GB, 6 GB, 8 GB | 32 GB, 64 GB, 128 GB | Snapdragon 680           | Almacenamiento expandible hasta 1 TB (microSD) Carga rápida de 25W | 5000 mAh (no extraíble) | Negro, verde, blanco, rosa.  |                              |
| Samsung Galaxy A15    | SM-A156M/DSN     | Pantalla Infinity-U, Super AMOLED, 6.5" Full HD+ (1080 × 2408 píxeles)                      | 160.1 × 76.8 × 8,4 mm | 188 gramos (7 oz) | Android 14, One UI 6.1      |                          | 50 MP (principal), 5 MP (profundidad) 2 MP (macro)  | 5 MP           | 6 GB, 8 GB.      | 32 GB, 64 GB, 128 GB | MediaTek Helio G99       | Almacenamiento expandible hasta 1 TB (microSD)                     | 5000 mAh (no extraíble) | Azul, verde, negro.          |                              |
| Samsung Galaxy A15 5G | SM-A156M/DSN     | Pantalla Infinity-U, Super AMOLED, 6.5" Full HD+ (1080 × 2408 píxeles) , 90 Hz              | 160.1 × 76.8 × 8,4 mm | 202 gramos (7 oz) | Android 14, One UI 6.1      | 5G                       | 50 MP (principal), 5 MP (profundidad) 2 MP (macro)  | 5 MP           | 6 GB, 8 GB.      | 64 GB, 128 GB        | MediaTek Dimensity 6100+ | Almacenamiento expandible hasta 1 TB (microSD)                     | 5000 mAh (no extraíble) | Azul, verde, negro.          |                              |
| Samsung Galaxy A25 5G | SM-A256E/DSN     | Pantalla Infinity-U, Super AMOLED, 6.5" FHD+ (1080 × 2340 píxeles), 120 Hz                  | 161 × 76.5 × 8.3 mm   | 195 gramos (7 oz) | Android 14, One UI 6.1      | 5G                       | 50 MP (principal), 8 MP (profundidad) 2 MP (macro)  | 5 MP           | 6 GB, 8 GB.      | 64 GB, 128 GB        | Exynos 1280              | Almacenamiento expandible hasta 1TB Carga rápida de 25W            | 5000 mAh (no extraíble) | Negro, verde, azul, celeste. |                              |
| Samsung Galaxy A35 5G | SM-A356E         | Pantalla Infinity-O, Super AMOLED, 6.6" Full HD+ (1080 × 2340 píxeles), 120 Hz              | 161.7 × 78.0 × 8.2 mm | 199 gramos (7 oz) | Android 14, One UI 6.1      | 5G                       | 50 MP (principal), 8 MP (profundidad) 5 MP (macro)  | 5 MP           | 6 GB, 8 GB.      | 128 GB, 256 GB       | Exynos 1380              | Almacenamiento expandible hasta 1 TB (microSD)                     | 5000 mAh (no extraíble) | Lima, grafito, celeste, rosa |                              |
| Samsung Galaxy A55 5G | SM-A556E         | Pantalla Infinity-O, Super AMOLED, 6.6" Full HD+ (1080 × 2340 píxeles), 120 Hz              | 161.1 × 77.4 × 8.2 mm | 202 gramos (7 oz) | Android 14, One UI 6.1      | 5G                       | 50 MP (principal), 12 MP (profundidad) 5 MP (macro) | 5 MP           | 6 GB, 8 GB.      | 128 GB, 256 GB       | Exynos 1480              | Almacenamiento expandible hasta 1 TB (microSD)                     | 5000 mAh (no extraíble) | Azul, verde, negro.          | Lima, grafito, celeste, rosa |

## Tabletas

### 2015
- Galaxy Tab A 8.0 (2015)

- Galaxy Tab A 9.7 (2015)

### 2016
- Galaxy Tab A 10.1 (2016)
- Galaxy Tab 7.0 (2016)

### 2017
- Galaxy Tab A 8.0 (2017)

### 2018
- Galaxy Tab A 10.5 (2018)
- Galaxy Tab A 8.0 (2018)

### 2019
- Galaxy Tab A 10.1 (2019)
  - El Samsung Galaxy Tab A 10.1 (2019) se anunció en abril de 2019.
    - Pantalla: LCD TFT de 10,1 pulgadas y 1200 × 1920
    - Procesador: Exynos 7904
    - Almacenamiento: 32/64/128 (ampliable)
    - RAM: 2/3
    - Batería: 6150 mAh (no extraíble)
    - Cámara trasera: 8MP
    - Cámara frontal: 5MP
    - Dimensiones: 284,8 × 185 × 7,5 mm
    - Altavoz: Altavoces estéreo duales
    - Toma de auriculares: Sí
    - Peso: 469 gramos

- Galaxy Tab A 8.0 (2019)
- Galaxy Tab A Kids 8.0 (2019)

### 2020
- Galaxy Tab A 8.4 (2020)

- Galaxy Tab A7 10.4 (2020)
  - El Samsung Galaxy Tab A7 10.4 (2020) se anunció el 2 de septiembre de 2020.
    - Pantalla: LCD TFT de 10,4 pulgadas y 1200 × 2000
    - Procesador: Qualcomm Snapdragon 662
    - Almacenamiento: 32/64 (ampliable)
    - RAM: 3/4
    - Batería: 7040 mAh (no extraíble)
    - Cámara trasera: 8MP
    - Cámara frontal: 5MP
    - Dimensiones: 284,8 × 185 × 7 mm
    - Altavoz: Altavoces estéreo cuádruples
    - Toma de auriculares: Sí
    - Peso: 476 gramos
    - Precio: 413,51 SGD (LTE, 3+32GB) $360 (LTE, 4+64GB)

### 2021
- Galaxy Tab A7 Lite (2021)
  - El Samsung Galaxy Tab A7 10.4 (2020) se anunció el 27 de mayo de 2021.
    - Pantalla: LCD TFT de 8,7 pulgadas y 800 × 1340
    - Procesador: MediaTek Helio P22T
    - Almacenamiento: 32/64 (ampliable)
    - RAM: 3/4
    - Batería: 5100 mAh (no extraíble)
    - Cámara trasera: 8MP
    - Cámara frontal: 2MP
    - Dimensiones: 284,8 × 185 × 8 mm
    - Altavoz: Altavoces estéreo duales
    - Toma de auriculares: Sí
    - Peso: 371 gramos (LTE)
    - Precio: 268 SGD (LTE, 4+64GB)

### 2022
- Galaxy Tab A8 (2022)

### 2023
- Galaxy Tab A9 (2023)
- Galaxy Tab A9+ (2023)